# 食茱萸
食茱萸（学名：Zanthoxylum ailanthoides），通稱茱萸，别名红刺楤、红刺葱、大叶刺葱、仁刺葱、刺江某、越椒、毛越椒、鸟不踏、“樧”、“艾子”，中國植物誌則稱以椿叶花椒，是中華文化所說的「茱萸」物種之一。

## 形态
食茱萸为芸香科落叶乔木，具有特殊香味。食茱萸的嫩枝密布锐利的尖刺，老幹也长满了瘤状尖刺，连鸟儿也不敢在上面栖息，因此有“鸟不踏”之称。叶片为羽状复叶互生，长30－80厘米，小叶片为披针形，长６－12厘米，边缘有锯齿，小叶密布透明油腺，有芳香味，幼叶常呈红色，故名红刺楤。很多凤蝶幼虫也喜爱吃食茱萸的叶子，为诱蝶植物。食茱萸春季开花，圆锥花序，花小，黄白色。食茱萸是重要的蜜源植物，开花时常吸引许多蝴蝶、蜂类、甲虫等昆虫来前来吸食花蜜，形成“蝴蝶树”的奇特景观。果实于秋季成熟，为蓇葖果，球形，直径0.5-0.6厘米。

## 功用
食茱萸是药食兼用的本草。

### 历史
《礼记》中称食茱萸为“藙”，训诂书《广雅》又称为“樾椒”，《本草拾遗》称它为“欓子”。四川先民称它为“艾子”。左思《蜀都赋》曾描述过蜀中”其圃则有蒟蒻茱萸……众献而储。”

### 药用
果实作药用，有温中、燥湿、杀虫、止痛的功效。

### 食用
食茱萸是能发出香辛气味的重要调味品。食茱萸古来与花椒、薑并列为“三香”。以四川食物为例，历史上有以下用法：或者将食茱萸果实煎熬成膏状，作牛羊猪肉菜的配料，以除去腥膻味；或者用整粒食茱萸果实作羹臛的调味料；或者用作酒的味料。到明代中叶时，食茱萸已成为四川食物中广泛使用的调味品。《本草纲目》中记载：食茱萸“味辛而苦，土人八月采，捣滤取汁，入石灰搅成，名曰『艾油』，亦曰『辣米油』。味辛辣，入食物中用”。明末清初引进了辣椒，古典川菜中的食茱萸就让位于辣椒了。